# Ян Гадомський (астроном)
Ян Ґадомський (1889—1966) — польський астроном, популяризатор астрономії та космонавтики, спеціаліст з затемнюваних змінних зір. Був президентом Польського товариства любителів астрономії та редактором журналу «Уранія» (1946—1950). Брав активну участь у заснуванні обсерваторій Любомир, Піп Іван та Островик.

## Біографія
Син Казімєжа та Марії, уродженої Венява-Длугошовської. У 1908 році закінчив гімназію в Кракові, після чого вивчав астрономію й отримав диплом у 1914 році. З 1919 року працював асистентом Тадеуша Банахевича в Краківській обсерваторії, а з 1927 року — доцентом Варшавської обсерваторії.

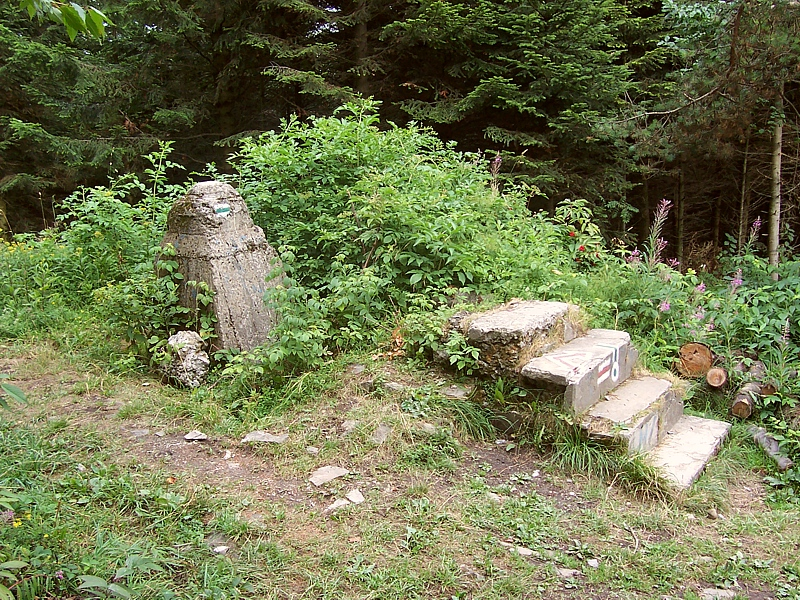
Руїни станції на Любомирі

У 1922 році заснував спостережну станцію на Любомирі, де працював два роки. Він також брав активну участь у створенні Астрономічної та метеорологічної обсерваторії на піку Піп Іван.
Його наукові дослідження включали спостереження затемнюваних змінних зір, в тому числі спостереження 857 затемнень Алголя.
Активно займався популяризацією астрономії. З 1930 року він замінив Тадеуша Банахевича на посаді редактора астрономічного додатка до «Ілюстрованого календаря щоденного кур'єра». Був автором підручників з астрономії для загальноосвітніх шкіл, виданих 1938 року у Львові, співавтором (разом з Еугеніушем Рибкою) підручника з космології 1931 року та численних астрономічних монографій.
Після війни разом із Міхалом Каменським він створив обсерваторію у Варшавському університеті, а після початку роботи університету став її директором. Він створив філію обсерваторії в Островику, де розмістив інструменти, врятовані з обсерваторії на горі Піп Іван. У 1948 році він став першим післявоєнним президентом Товариства любителів астрономії, у 1946—1950 роках він редагував журнал «Уранія».
У 1953 році він став членом Комісії змінних зір, а в 1963 році — членом Комісії з фізичного вивчення планет.
На честь Яна Гадомського названий кратер Гадомський на невидимій із Землі стороні Місяця.

## Вибрані публікації
- Kosmografja: podręcznik dla szkół średnich (1931, wspólnie z Eugeniuszem Rybką)
- Astronomia: dla 2 kl. liceów ogólnokształcących, wydział humanistyczny i klasyczny (Książnica, Lwów, 1938)
- Zarys historii astronomii polskiej (Kraków, 1948)
- Człowiek tworzy własny firmament (Wydawnictwo «Iskry», 1959)
- Na kosmicznych szlakach (Nasza Księgarnia, Warszawa, 1961)
- Powstanie kosmosu i jego życie (Nasza Księgarnia[pl], Warszawa 1963)
- Poczet wielkich astronomów (1965)
- Astronomia popularna (współautor, 1967)